# Чужорідне тіло (фільм, 2015)
«Чужорідне тіло» (нім. Fremdkörper) — німецький драматичний фільм, знятий Крістіаном Вернером. Світова прем'єра стрічки відбулась 20 січня 2015 року на кінофестивалі Max Ophüls. Також фільм показали в головному конкурсі 45-го Київського міжнародного кінофестивалю «Молодість».

## У ролях
- Торстен Мертен — Волфганг
- Яніна Елкін — Ірина
- Іван Шведофф — Пйотр
- Севкет Суга Тезел — Гаміт
- Ґізем Сойсальді Карабей

## Визнання
| Нагороди та номінації фільму «Чужорідне тіло» | Нагороди та номінації фільму «Чужорідне тіло»   | Нагороди та номінації фільму «Чужорідне тіло» | Нагороди та номінації фільму «Чужорідне тіло» | Нагороди та номінації фільму «Чужорідне тіло» | Нагороди та номінації фільму «Чужорідне тіло» |
| Рік                                           | Нагорода                                        | Категорія                                     | Номінант                                      | Результат                                     |                                               |
| --------------------------------------------- | ----------------------------------------------- | --------------------------------------------- | --------------------------------------------- | --------------------------------------------- | --------------------------------------------- |
| 2015                                          | Київський міжнародний кінофестиваль «Молодість» | «Скіфський олень» за найкращий фільм          | «Чужорідне тіло»                              | Номінація                                     |                                               |